# Eric Powell
Eric Walter Powell (Hornsey, 6 maggio 1886 – Piz Roseg, 17 agosto 1933) è stato un canottiere britannico.
Cognato di Harold Barker, anch'egli canottiere.
Ha vinto la medaglia di bronzo olimpica nel canottaggio alle Olimpiadi 1908 tenutesi a Londra, nella gara di Otto maschile con Frank Jerwood, Oswald Carver, Edward Williams, Henry Goldsmith, Harold Kitching, John Burn, Douglas Stuart e Richard Boyle, a pari merito con la squadra canadese.
Morì per un incidente mentre scendeva dal Piz Roseg.